# 阿普薩拉 (明尼蘇達州)
阿普薩拉（英語：Upsala）是一個位於美國明尼蘇達州莫里森縣的城市。

## 歷史
阿普薩拉的郵局自1883年營運至今。此地得名自瑞典城市乌普萨拉。

## 人口
根據2020年美國人口普查的數據，阿普薩拉的面積為8.39平方千米，皆為陸地。當地共有人口487人，而人口密度為每平方千米58人。